# Stephen Barrett
Stephen Declan Barrett (* 26. Dezember 1913 in Cork; † 8. September 1976 ebenda) war ein irischer Politiker der Fine Gael. Von 1954 bis 1969 war er Teachta Dála (Abgeordneter) im Dáil Éireann, dem irischen Unterhaus im Oireachtas. 

## Biografie
Er studierte Rechtswissenschaften am University College Cork und erhielt seine Rechtsanwaltsausbildung am King’s Inns. Er wurde 1946 als Barrister zur Rechtsanwaltschaft zugelassen. 
Von 1931 bis 1947 arbeitete er als Journalist wie sein Vater beim Cork Examiner. Ab 1947 war er als Barrister in der Provinz Munster tätig. Bei den Wahlen 1948 und 1951 blieb er ohne Erfolg. Von 1950 bis 1973 war er Mitglied in der Cork Corporation (Vorläufer des Cork City Council). Von 1960 bis 1961 war er Lord Mayor of Cork.
Wegen des Todes von Thomas F. O’Higgins fand im März im Wahlkreis Cork Borough eine Nachwahl statt, die Barrett für sich entscheiden konnte. Bei den Wahlen 1954, 1957, 1961 und 1965 konnte er den Sitz verteidigen.
Von 1969 bis 1972 war er Mitglied des Verwaltungsrats des Raidió Teilifís Éireann, des staatlichen Rundfunks Irlands. 1973 wurde er zum Richter am Circuit Court ernannt. 
Barrett war ab 1939 mit Elizabeth Magnier verheiratet und hatte mit ihr zwei Kinder.

## Quelle
- Eintrag auf der Homepage des Oireachtas